# Colonial National Historical Park
Colonial National Historical Park – historyczny park narodowy w stanie Wirginia, w Stanach Zjednoczonych. W skład parku wchodzą trzy kolonijne osady Jamestown, Williamsburg oraz Yorktown, a także łącząca je droga widokowa Colonial Parkway. Podobnie jak inne parki narodowe w Stanach Zjednoczonych znajduje się pod zarządem National Park Service.